# ロリス・レジアーニ
ロリス・レジアーニ (Loris Reggiani、1959年10月7日 - ) は、イタリア・フォルリ出身の元モーターサイクル・ロードレースライダー。ロードレース世界選手権で、主にアプリリアのマシンを駆って活躍した。

## 経歴
イタリアの国内選手権と並行して、1980年からミナレリのマシンでロードレース世界選手権125ccクラスに参戦を開始する。デビューイヤーに初優勝を遂げ、5回表彰台に立つ活躍を見せた。翌1981年にはシーズン2勝、アンヘル・ニエトに次ぐシリーズランキング2位の成績を残した。
1982年には最高峰500ccクラスにステップアップし、ロベルト・ガリーナのチームでスズキ・RGΓ500を駆った。しかしホッケンハイムで3位表彰台に立った以外は満足な結果は残せず、1984年には250ccクラスに戻ることになった。
1985年には、この年からグランプリに参戦を開始したアプリリアのマシンを駆った。ロータックス社製のエンジンを搭載したこのマシンで、レジアーニは2度表彰台を獲得、シリーズランキングは6位と、参戦初年度としては良好な成績を残した。
そして1987年、第12戦ミサノで、レジアーニはアプリリアにグランプリ初優勝をもたらした。イタリアのメーカーのマシンに乗ったイタリア人が250ccクラスで優勝を果たすのは、1979年にグラツィアーノ・ロッシがモルビデリで勝って以来のことだった。
その後レジアーニは1989年にホンダに乗った以外は、一貫してアプリリアに乗り続けることになった。1992年がレジアーニにとってのベストシーズンとなり、13戦中2勝、10戦で表彰台に立つ強さを見せ、ホンダのルカ・カダローラに次ぐシリーズランキング2位の成績を収めた。翌1993年にもアプリリアのエースライダーとしてヤマハの原田哲也、ホンダのロリス・カピロッシとタイトル争いを展開し、シリーズ3位に入った。
1994年からレジアーニは500ccクラスに復帰し、アプリリアのVツイン・380ccマシン(250ccマシン用のエンジンを拡大したもの)を駆ることになった。初年度は開発不足で苦戦したが、翌1995年にはコンスタントにポイントを獲得し、500cc4気筒勢に割って入る、シリーズランキング10位という成績を収めた。レジアーニはこの年をもって現役を引退した。
引退後はイタリアでのMotoGP中継でコメンテーターを務める等、ジャーナリストとしてグランプリに関わっている。

## ロードレース世界選手権 戦績
| シーズン | クラス | バイク     | 出走 | 優勝 | 表彰台 | PP | ポイント | 順位 |
| -------- | ------ | ---------- | ---- | ---- | ------ | -- | -------- | ---- |
| 1980年   | 125cc  | ミナレリ   | 6    | 1    | 5      | 0  | 63       | 6位  |
| 1980年   | 350cc  | ビモータ   | 1    | 0    | 0      | 0  | 4        | 21位 |
| 1981年   | 125cc  | ミナレリ   | 9    | 2    | 6      | 1  | 95       | 2位  |
| 1981年   | 250cc  | MBA        | 1    | 0    | 0      | 0  | 3        | 30位 |
| 1982年   | 500cc  | スズキ     | 5    | 0    | 1      | 0  | 21       | 13位 |
| 1983年   | 500cc  | スズキ     | 3    | 0    | 0      | 0  | 0        | -    |
| 1984年   | 250cc  | カワサキ   | 5    | 0    | 0      | 0  | 6        | 22位 |
| 1985年   | 250cc  | アプリリア | 8    | 0    | 2      | 0  | 44       | 6位  |
| 1986年   | 250cc  | ヤマハ     | 6    | 0    | 0      | 0  | 0        | -    |
| 1987年   | 250cc  | アプリリア | 13   | 1    | 5      | 1  | 68       | 6位  |
| 1988年   | 250cc  | アプリリア | 13   | 0    | 0      | 0  | 44       | 13位 |
| 1989年   | 250cc  | ホンダ     | 12   | 0    | 1      | 1  | 52       | 11位 |
| 1990年   | 250cc  | アプリリア | 15   | 0    | 1      | 0  | 63       | 13位 |
| 1991年   | 250cc  | アプリリア | 15   | 1    | 4      | 1  | 128      | 6位  |
| 1992年   | 250cc  | アプリリア | 13   | 2    | 10     | 0  | 159      | 2位  |
| 1993年   | 250cc  | アプリリア | 14   | 1    | 6      | 1  | 158      | 3位  |
| 1994年   | 500cc  | アプリリア | 6    | 0    | 0      | 0  | 7        | 24位 |
| 1995年   | 500cc  | アプリリア | 13   | 0    | 0      | 0  | 59       | 10位 |
| 合計     |        |            | 158  | 8    | 41     | 5  | 974      |      |